# 外港
外港（がいこう、outer harbor）とは、中枢都市近郊の海沿いまたは川沿いにあり、その都市の港湾機能を果たす港湾・港湾都市や港町のこと。主に内陸に位置するなどの理由により港をもたない、もしくは港があっても機能が不十分な中枢都市近郊に位置している。また、主要港の機能の一部を分担する港湾のことを指すこともある。
さらに上記の意味とは別に、防波堤などの内側にある内港に対して、その外側にあるという意味で外港（outer port）といわれることもある。

## 主な外港
以下「外港と機能している港湾都市：中枢となる都市」の表記で記載。

### 日本
横浜・神戸は、明治維新以来、それぞれ東京・大阪の外港的役割を果たし発展してきた。東京も大阪もそれぞれ港湾があるが、近年まで大型船が入港できないなどの制約があったため外港が発達した。 
- 小樽（小樽港）（日本海側）、苫小牧（苫小牧港）（太平洋側）：札幌
- 塩竈：仙台
- 横浜（横浜港）：東京
- 六浦：鎌倉幕府
- 清水（清水港）：駿府
- 大湊：宇治山田（現、三重県伊勢市）
- 神戸（神戸港・兵庫津・大輪田泊）：大阪・京
- 難波津（大阪）：京・奈良
- 玉島・倉敷・連島：備中松山 - 江戸時代において、高梁川の水運を利用し連絡した（倉敷・連島は、後の時代に干拓により外港としての機能は消失）
- 博多：大宰府
- 那覇：首里

### アジア
- 天津：北京（中国）
- 仁川：ソウル（韓国）
- 基隆：台北（台湾）
- ハイフォン：ハノイ（ベトナム）
- ジッダ：メッカ（サウジアラビア）
- バリクパパン：ヌサンタラ（インドネシア）（予定）

### ヨーロッパ
- ティルベリー（英語版）：ロンドン（イギリス）
- リヴァプール：マンチェスター（イギリス）
- ジェノヴァ：ミラノ（イタリア）
- ル・アーヴル：パリ（フランス）
- ピレウス：アテネ（ギリシャ）
- チビタベッキア：ローマ（イタリア）
- ドゥラス：ティラナ（アルバニア）

### 北米
- ロングビーチ：ロサンゼルス（アメリカ合衆国）
- ベラクルスおよびアカプルコ：メキシコシティ（メキシコ）

### 南米
- サントス：サンパウロ（ブラジル）
- アリカ（チリ）：ラパス（ボリビア）
- グアヤキル：キト（エクアドル）
- カヤオ：リマ（ペルー）
- バルパライソ：サンティアゴ（チリ）
- ラ・グアイラ：カラカス（ベネズエラ）
- パラナグア(Paranaguá)：クリチバ（ブラジル）

### オセアニア
- フリーマントル：パース（オーストラリア）

### アフリカ
- ジブチ（ジブチ）：アディスアベバ（エチオピア）
- ドゥアラ：ヤウンデ（カメルーン）
- アレクサンドリア：カイロ（エジプト）
- モンバサ：ナイロビ（ケニア）